# ويليام بويل سبراغ
ويليام بويل سبراغ (بالإنجليزية: William Buell Sprague)‏ هو عالم عقيدة ومؤرخ أمريكي، ولد في 16 أكتوبر 1795 في Andover, Connecticut ‏ في الولايات المتحدة، وتوفي في 7 مايو 1876 في فلاشينغ ‏ في الولايات المتحدة.